# Hermann Sprengel
Hermann Johann Philipp Sprengel (Schillerslage, 29 augustus 1834 – Londen, 14 januari 1906) was een Duits schei- en natuurkundige.
Sprengel werkte in het laboratorium van Robert Bunsen. In 1859 vertrok hij naar Engeland, waar hij zijn scheikundige onderzoeken begon. Aanvankelijk in Oxford en later in diverse laboratoria in Londen.
In 1865 vond hij een efficiëntere hoogvacuümpomp uit, de Sprengelpomp. Het was een verbeterde versie van de eerste kwikvacuümpomp van de Duitse glasblazer Heinrich Geißler. Hij liet kwikdruppels in een capillaire buis vallen, waarbij iedere vallende druppel kwik een beetje lucht meezoog uit de te evacueren ruimte. Zijn pomp werd op grote schaal toegepast in de fabricage van gloeilampen en gasontladingsbuizen.
In 1871 kreeg hij patent op de Sprengelse-springstoffen, die een combinatie zijn van een oxidator (zoals chloraat, nitraat of salpeterzuur) met een reactieve brandbare stof (zoals 1-nitronaftaleen, benzeen of nitrobenzeen). Dit type explosief verschilde van eerdere explosieven (bv. nitroglycerine) doordat de twee ingrediënten pas op locatie werden gemengd. Dit voorkwam het gevaar dat tijdens transport het materiaal – per ongeluk – vroegtijdig explodeerde. In 1873 ontdekte hij de explosieve kracht van picrinezuur.
In datzelfde jaar, 1873, ontwikkelde hij de pyknometer, een instrument om de dichtheid van vloeistoffen te meten. Voor zwaartekrachtmetingen en om de uitzetting van vloeistoffen te meten ontwikkelde hij de U-buis.